# Grönländische Badmintonmeisterschaft 2008
Die Grönländische Badmintonmeisterschaft 2008 fand vom 17. bis zum 22. März 2008 in Nuuk statt.

## Titelträger
| Disziplin    | Sieger                            |
| ------------ | --------------------------------- |
| Herreneinzel | Bror Madsen                       |
| Dameneinzel  | Mille Kongstad                    |
| Herrendoppel | Frederik Elsner Mininnguaq Kleist |
| Damendoppel  | Aviaaja Geisler Mille Kongstad    |
| Mixed        | Bror Madsen Juliane B. Johansen   |